# نورنبرگ
نورْنْبِرْگ یا نورِمْبِرْگ (آلمانی: Nürnberg و فرانسوی: Nuremberg‎) شهری با ۱۸۶ کیلومترمربع مساحت و حدود ۵۰۰ هزار نفر جمعیت در ایالت بایرن آلمان است.
دومین خط آهن آلمان در ۷ دسامبر ۱۸۳۵ بین دو شهر نورنبرگ و فورت در ایالت بایرن ایجاد شد.
این شهر از جمله شهرهای صنعتی و علمی آلمان است و با قرارگرفتن دو دانشگاه فریدریش-آلکساندر ارلانگن-نورنبرگ و دانشگاه صنعتی نورنبرگ در این شهر از لحاظ علمی از رتبهٔ بالایی برخوردار می‌باشد.
مسلمانان زیادی در این شهر سکونت دارند و بیشتر از کشورهای ترکیه، بوسنی و عراق به این شهر مهاجرت کرده‌اند.
بازار کریسمس نورنبرگ مشهورترین بازار سنتی اروپاست که همه‌ساله از اول دسامبر تا روز کریسمس پذیرای گردشگران داخلی و خارجی می‌باشد.

## جمعیت
نورنبرگ مقصدی برای مهاجران بوده است. ۳۹٫۵٪ از ساکنین سابقه مهاجرت در سال ۲۰۱۰ داشتند.
| رتبه | ملیت            | جمعیت (۳۱ ژانویه ۲۰۱۸) |
| ---- | --------------- | ---------------------- |
| ۱    | ترکیه           | ۱۷٬۰۸۵                 |
| ۲    | رومانی          | ۱۳٬۳۲۷                 |
| ۳    | یونان           | ۱۱٬۸۹۳                 |
| ۴    | ایتالیا         | ۶٬۹۸۶                  |
| ۵    | لهستان          | ۵٬۷۹۰                  |
| ۶    | کرواسی          | ۵٬۶۱۴                  |
| ۷    | بلغارستان       | ۵٬۳۲۷                  |
| ۸    | عراق            | ۴٬۸۴۹                  |
| ۹    | سوریه           | ۴٬۳۴۸                  |
| ۱۰   | صربستان         | ۳٬۰۹۷                  |
| ۱۱   | بوسنی و هرزگوین | ۲٬۹۰۳                  |
| ۱۲   | کوزوو           | ۲٬۲۰۶                  |

## ترابری
متروی نورنبرگ در سال ۱۹۷۲ تأسیس شده و هم‌اکنون دارای ۳ خط و ۴۶ ایستگاه می‌باشد، همچنین تراموا این شهر نیز در سال ۱۸۸۱ تأسیس و دارای ۵ خط و ۷۶ ایستگاه است.
همچنین نورنبرگ تنها شهر دارای متروی بدون راننده در آلمان است.
اس-بان نورنبرگ یا راه‌آهن حومه نیز در سال ۱۹۸۷ راه‌اندازی شده و هم‌اکنون دارای ۴ خط و ۷۵ ایستگاه می‌باشد.
ایستگاه راه‌آهن مرکزی نورنبرگ نیز در سال ۱۸۴۴ تأسیس شده که به راه‌آهن سراسری آلمان متصل است. فرودگاه نورنبرگ به‌عنوان یک فرودگاه بین‌المللی به کشورهای مختلف همچون یونان، سوئیس، مالت، رومانی، جزایر قناری، تونس، فرانسه، بلغارستان، اوکراین، اتریش، اسپانیا، برزیل، مقدونیه، مصر، انگلستان، بلغارستان، ترکیه و هلند را دارد.